# Begonia platycarpa
Espèce
Begonia platycarpa est une espèce de plantes de la famille des Begoniaceae.
Elle a été décrite en 2005 par Yu Min Shui et Wen Hong Chen (2002).